# Stefan Ryłko
Stefan Ryłko CRL (nascido em 10 de junho de 1923 em Ujsołów, morreu em 2 de janeiro de 2015 em Cracóvia) - foi um religioso polonês, professor de direito canônico.

## Currículo
Em 4 de fevereiro de 1943, ingressou na Ordem dos Cânones Lateranenses Regulares. Em 21 de abril de 1947, ele fez votos perpétuos.
Nos anos de 1945 a 1950, ele participou de estudos filosóficos e teológicos na Faculdade de Teologia da Universidade Jaguelônica em Cracóvia. Foi ordenado sacerdote em 3 de julho de 1949 pelo bispo Stanisław Rospond.
Em 1949-1950, vigário e catequista em Cracóvia, 1950-1957, vigário em Drezdenko, e em 1957-1961, vigário e catequista em Gietrzwałd. Nos anos 1961-1963, foi funcionário da Cúria Episcopal em Cracóvia. Em 1963, ele foi novamente transferido para Gietrzwałd, onde até 1967 ele era padre.
Foi secretário dos processos de beatificação e canonização na diocese de Cracóvia e na arquidiocese de Lviv, postulador da beatificação e canonização de muitos santos abençoados e poloneses.
No nível da diocese, ele liderou os processos de canonização ou preparou: Estanislau Casimiritano CRL, Edviges da Polônia, Saint. Rafał Kalinowski, João Sarkander, Saint. Szymon de Lipnica, Santa Faustina Kowalska e Irmão Albert Chmielowski.

Vice-postulador no processo de beatificação de João Paulo II. 